# Western Grove, Arkansas
Western Grove là một thị trấn thuộc quận Newton, tiểu bang Arkansas, Hoa Kỳ. Năm 2010, dân số của thị trấn này là 384 người.

## Dân số
- Dân số năm 2000: 407 người.
- Dân số năm 2010: 384 người.